# Charles-Simon Catel
Charles-Simon Catel (10. června 1773 L'Aigle – 29. listopadu 1830 Paříž) byl francouzský hudební skladatel a pedagog.

## Život
Charles-Simon Catel studoval na Královské pěvecké škole (L’École royale de chant) v Paříži. Od roku 1790 působil jako asistent dirigenta orchestru Národní gardy François-Josepha Gosseca. Stal se členem akademické instituce Institut de France a komponoval vojenskou a slavnostní hudbu pro oficiální státní ceremonie. Mezi těmito skladbami je např. Hymna vítězství (L'Hymne à la Victoire) na slova Ponce Denise Écoucharda Lebruna.
Byl jmenován profesorem harmonie na pařížské konzervatoři. V roce 1814 však byl propuštěn. Mezi jeho studenty byli např. skladatelé Joseph Daussoigne-Méhul, Martin-Joseph Mengal a Nicolas-Charles Bochsa. Je autorem učebnice harmonie „Treatise on Harmony“, která vyšla v Paříži v roce 1802.
Zemřel v Paříži 29. listopadu 1830 ve věku 57 let. Je pohřben na hřbitově Père-Lachaise.

## Dílo

### Opery
- 1802 Sémiramis, lyrická tragédie, libreto Philippe Desriaux podle Voltaira
- 1807 Les Artistes par occasion, opera buffa, libreto Alexandre Duval
- 1807 L'Auberge de Bagnères, opera buffa, libreto C. Jalabert
- 1810 Les Bayadères (Les Bajadères), libreto Victor-Joseph Étienne de Jouy, nach Voltaire
- 1812 Les Aubergistes de qualité, komická opera, libreto Victor-Joseph Etienne de Jouy
- 1814 Bayard à Mézières, komická opera, libreto Alisvan de Chazet a Louis Emanuel Félicien Charles Mercier Dupaty
- 1814 Le Premier en date, komická opera, libreto Marc Antoine Desaugiers / Pessey
- 1817 Wallace ou Le Ménestrel écossais, hrdinská opera, libreto L. Ch. J. Fontanes de Saint-Marcellin
- 1818 Zirphile et Fleur de Myrte ou Cent Ans en un jour, opera-féerie, libreto Victor-Joseph Etienne de Jouy a Nicolas Lefebvre
- 1819 L'Officier enlevé, komická opera, libreto Alexandre Duval

### Skladby pro dechový orchestr
- 1791 Marche en Fa
- 1791 Hymne à l’égalité
- 1792 De profundis
- 1792 Ode patriotique
- 1793 Overture in C
- 1793 L’Hymne sur la Reprise de Toulon, text: Marie-Joseph Chénier
- 1794 Hymne à la victoire, sur la bataille de Fleurus
- 1794 La bataille de Fleurus
- 1794 Hymne à la Liberté
- 1795 Ode sur le Vaisseau Le Vengeur
- 1799 Hymne à la souveraineté du peuple
- Hymne a l'Être suprême
- Hymne du 10. Août
- Chant du banquet républicain pour la fête de la victoire
- Première Marche militaire en Fa
- Deuxième Marche militaire en Fa
- Troisième Marche militaire en Fa
- Quatrième Marche militaire en Fa
- Ode à la Situation de la République avec tyrannie décemvirale
- Oriental Religious dance
- Ouverture en Fa-Majeur
- Pas de manoeuvre
- Symphonie en Ut
- Symphonie militaire en Fa

### Vokální skladby
- Chant triomphal
- Ode sur le Vaisseau Le Vengeur pro baryton a orchestr
- Hymne sur la reconquête de Toulon pro mužský sbor a orchestr
- Marche Guerrière, slova Philippe Desriaux podle Voltaira

### Komorní hudba
- Kvartet pro flétnu, hoboj, anglický roh a fagot
- Grand Quartets pro flétnu, hoboj, anglický roh a fagot
- Quartette pro flétnu a smyčce

### Pedagogické dílo
- Charles-Simon Catel: Traité d'harmonie. Paris, Imprimerie du Conservatoire, 1802, doplněné vydání Aimé Leborne, Paris, Brandus, 1848.